# MasterImage 3D
MasterImage 3D（マスターイメージ スリーディー）とは、韓国のMasterImage社が開発・販売するデジタル3Dシステムである。6大陸36ヶ国において導入されている。

## 技術
立体視はそれぞれの目にわずかに異なる映像を見せることによって成り立っている。MasterImage 3Dでは高速に各目用のコマを交互に瞬間的に映写している。この方式は競合する3D映画システムのRealDと同様である。しかしながら、RealDが各々のコマを違う方向に回転させる円偏光の電気光学フィルタを使用する一方、MasterImage 3Dは違う方向に円偏光させる偏光材を交互に配置した巨大回転フィルタを使用しており、プロジェクターのレンズの前に配置して映写する画像と同期させる。このフィルタ機構は3D映画以外では光路から外される。

## 利点
観客が持ち帰れるような安価な眼鏡が使用される（希望すればリサイクルも可能）。高価な眼鏡を使用しているシステムのような眼鏡の洗浄や殺菌が必要ない。設備は完全に売り切り制であり、（RealDなどの他の技術と異なり）チケットあたりのロイヤリティをサプライヤーに支払う必要がない。また、劇場間で容易に移動することが可能である。（現在のところRealDと異なり目の間の光の漏れを補うための特別なデジタルデータは必要とされていない。）

## 欠点
機械的な装置であることに欠点がある。フィルタ機構は空気中のホコリにさらされているため、定期的な清掃を必要とする。また、多くの偏光系の3D映画システムと同様に、シルバースクリーンが必要となる。

## 日本における主な導入劇場
シネマコンプレックス
- TOHOシネマズ
- 109シネマズ(ただし富谷、二子玉川、湘南は*Sony digital Cinemaを採用)
- ティ・ジョイPRINCE品川

その他の映画館